# قائمة قرارات مجلس الأمن التابع للأمم المتحدة لعام 2006
تتضمن قائمة قرارات مجلس الأمن التابع للأمم المتحدة لعام 2006 جميع القرارات الصادرة عن مجلس الأمن التابع للأمم المتحدة خلال العام 2006.

## القائمة
| رقم القرار | الرمز            | نص القرار                         | موضوع القرار                                                                                         |
| ---------- | ---------------- | --------------------------------- | --- |
| 1652       | S/RES/1652(2006) | نص الوثيقة على موقع الأمم المتحدة | الحالة في كوت ديفوار                                                                                 |
| 1653       | S/RES/1653(2006) | نص الوثيقة على موقع الأمم المتحدة | منطقة البحيرات الكبرى                                                                                |
| 1654       | S/RES/1654(2006) | نص الوثيقة على موقع الأمم المتحدة | جمهورية الكونغو الديمقراطية                                                                          |
| 1655       | S/RES/1655(2006) | نص الوثيقة على موقع الأمم المتحدة | لبنان                                                                                                |
| 1656       | S/RES/1656(2006) | نص الوثيقة على موقع الأمم المتحدة | بعثة مراقبي الأمم المتحدة في جورجيا                                                                  |
| 1657       | S/RES/1657(2006) | نص الوثيقة على موقع الأمم المتحدة | كوت ديفوار                                                                                           |
| 1658       | S/RES/1658(2006) | نص الوثيقة على موقع الأمم المتحدة | هايتي                                                                                                |
| 1659       | S/RES/1659(2006) | نص الوثيقة على موقع الأمم المتحدة | أفغانستان                                                                                            |
| 1660       | S/RES/1660(2006) | نص الوثيقة على موقع الأمم المتحدة | المحكمة الجنائية الدولية ليوغوسلافيا                                                                 |
| 1661       | S/RES/1661(2006) | نص الوثيقة على موقع الأمم المتحدة | إثيوبيا وإريتريا                                                                                     |
| 1662       | S/RES/1662(2006) | نص الوثيقة على موقع الأمم المتحدة | الحالة في أفغانستان                                                                                  |
| 1663       | S/RES/1663(2006) | نص الوثيقة على موقع الأمم المتحدة | تقرير الأمين العام عن السودان                                                                        |
| 1664       | S/RES/1664(2006) | نص الوثيقة على موقع الأمم المتحدة | لبنان                                                                                                |
| 1665       | S/RES/1665(2006) | نص الوثيقة على موقع الأمم المتحدة | تقرير الأمين العام عن السودان                                                                        |
| 1666       | S/RES/1666(2006) | نص الوثيقة على موقع الأمم المتحدة | جورجيا                                                                                               |
| 1667       | S/RES/1667(2006) | نص الوثيقة على موقع الأمم المتحدة | ليبيريا                                                                                              |
| 1668       | S/RES/1668(2006) | نص الوثيقة على موقع الأمم المتحدة | المحكمة الجنائية الدولية ليوغوسلافيا                                                                 |
| 1669       | S/RES/1669(2006) | نص الوثيقة على موقع الأمم المتحدة | الحالة في بوروندي                                                                                    |
| 1670       | S/RES/1670(2006) | نص الوثيقة على موقع الأمم المتحدة | إثيوبيا وإريتريا                                                                                     |
| 1671       | S/RES/1671(2006) | نص الوثيقة على موقع الأمم المتحدة | جمهورية الكونغو الديمقراطية                                                                          |
| 1672       | S/RES/1672(2006) | نص الوثيقة على موقع الأمم المتحدة | السودان                                                                                              |
| 1673       | S/RES/1673(2006) | نص الوثيقة على موقع الأمم المتحدة | الأسلحة النووية والكيميائية والبيولوجية                                                              |
| 1674       | S/RES/1674(2006) | نص الوثيقة على موقع الأمم المتحدة | حماية المدنيين في الصراعات المسلحة                                                                   |
| 1675       | S/RES/1675(2006) | نص الوثيقة على موقع الأمم المتحدة | الصحراء الغربية                                                                                      |
| 1676       | S/RES/1676(2006) | نص الوثيقة على موقع الأمم المتحدة | الصومال                                                                                              |
| 1677       | S/RES/1677(2006) | نص الوثيقة على موقع الأمم المتحدة | الحالة في تيمور الشرقية                                                                              |
| 1678       | S/RES/1678(2006) | نص الوثيقة على موقع الأمم المتحدة | الحالة بين إثيوبيا وإريتريا                                                                          |
| 1679       | S/RES/1679(2006) | نص الوثيقة على موقع الأمم المتحدة | الحالة في السودان                                                                                    |
| 1680       | S/RES/1680(2006) | نص الوثيقة على موقع الأمم المتحدة | الحالة في الشرق الأوسط                                                                               |
| 1681       | S/RES/1681(2006) | نص الوثيقة على موقع الأمم المتحدة | إثيوبيا وإريتريا                                                                                     |
| 1682       | S/RES/1682(2006) | نص الوثيقة على موقع الأمم المتحدة | كوت ديفوار                                                                                           |
| 1683       | S/RES/1683(2006) | نص الوثيقة على موقع الأمم المتحدة | ليبيريا وغرب أفريقيا                                                                                 |
| 1684       | S/RES/1684(2006) | نص الوثيقة على موقع الأمم المتحدة | المحكمة الدولية لرواندا                                                                              |
| 1685       | S/RES/1685(2006) | نص الوثيقة على موقع الأمم المتحدة | الحالة في الشرق الأوسط                                                                               |
| 1686       | S/RES/1686(2006) | نص الوثيقة على موقع الأمم المتحدة | الحالة في الشرق الأوسط                                                                               |
| 1687       | S/RES/1687(2006) | نص الوثيقة على موقع الأمم المتحدة | الحالة في قبرص                                                                                       |
| 1688       | S/RES/1688(2006) | نص الوثيقة على موقع الأمم المتحدة | الحالة في سيراليون                                                                                   |
| 1689       | S/RES/1689(2006) | نص الوثيقة على موقع الأمم المتحدة | الحالة في ليبيريا وغرب أفريقيا                                                                       |
| 1690       | S/RES/1690(2006) | نص الوثيقة على موقع الأمم المتحدة | الحالة في تيمور الشرقية                                                                              |
| 1691       | S/RES/1691(2006) | نص الوثيقة على موقع الأمم المتحدة | الحالة في قبول جمهورية الجبل الأسود عضوا في الأمم المتحدة                                            |
| 1692       | S/RES/1692(2006) | نص الوثيقة على موقع الأمم المتحدة | الحالة في بوروندي                                                                                    |
| 1693       | S/RES/1693(2006) | نص الوثيقة على موقع الأمم المتحدة | الحالة في جمهورية الكونغو الديمقراطية                                                                |
| 1694       | S/RES/1694(2006) | نص الوثيقة على موقع الأمم المتحدة | الحالة في ليبيريا                                                                                    |
| 1695       | S/RES/1695(2006) | نص الوثيقة على موقع الأمم المتحدة | رسالة مؤرخة 4 تموز / يوليه 2006 موجهة إلى رئيس مجلس الأمن من الممثل الدائم لليابان لدى الأمم المتحدة |
| 1696       | S/RES/1696(2006) | نص الوثيقة على موقع الأمم المتحدة | عدم الانتشار                                                                                         |
| 1697       | S/RES/1697(2006) | نص الوثيقة على موقع الأمم المتحدة | الحالة في الشرق الأوسط                                                                               |
| 1698       | S/RES/1698(2006) | نص الوثيقة على موقع الأمم المتحدة | الحالة في جمهورية الكونغو الديمقراطية                                                                |
| 1699       | S/RES/1699(2006) | نص الوثيقة على موقع الأمم المتحدة | المسائل العامة المتعلقة بالجزاءات                                                                    |
| 1700       | S/RES/1700(2006) | نص الوثيقة على موقع الأمم المتحدة | الحالة في العراق                                                                                     |
| 1701       | S/RES/1701(2006) | نص الوثيقة على موقع الأمم المتحدة | الحالة في الشرق الأوسط                                                                               |
| 1702       | S/RES/1702(2006) | نص الوثيقة على موقع الأمم المتحدة | المسألة المتعلقة بهايتي                                                                              |
| 1703       | S/RES/1703(2006) | نص الوثيقة على موقع الأمم المتحدة | الحالة في تيمور الشرقية                                                                              |
| 1704       | S/RES/1704(2006) | نص الوثيقة على موقع الأمم المتحدة | الحالة في تيمور الشرقية                                                                              |
| 1705       | S/RES/1705(2006) | نص الوثيقة على موقع الأمم المتحدة | المحكمة الجنائية الدولية لرواندا                                                                     |
| 1706       | S/RES/1706(2006) | نص الوثيقة على موقع الأمم المتحدة | تقارير الأمين العام عن السودان                                                                       |
| 1707       | S/RES/1707(2006) | نص الوثيقة على موقع الأمم المتحدة | الحالة في أفغانستان                                                                                  |
| 1708       | S/RES/1708(2006) | نص الوثيقة على موقع الأمم المتحدة | الحالة في كوت ديفوار                                                                                 |
| 1709       | S/RES/1709(2006) | نص الوثيقة على موقع الأمم المتحدة | تقارير الأمين العام عن السودان                                                                       |
| 1710       | S/RES/1710(2006) | نص الوثيقة على موقع الأمم المتحدة | الحالة بين إثيوبيا وإريتريا                                                                          |
| 1711       | S/RES/1711(2006) | نص الوثيقة على موقع الأمم المتحدة | الحالة في جمهورية الكونغو الديمقراطية                                                                |
| 1712       | S/RES/1712(2006) | نص الوثيقة على موقع الأمم المتحدة | الحالة في ليبيريا                                                                                    |
| 1713       | S/RES/1713(2006) | نص الوثيقة على موقع الأمم المتحدة | تقارير الأمين العام عن السودان                                                                       |
| 1714       | S/RES/1714(2006) | نص الوثيقة على موقع الأمم المتحدة | تقارير الأمين العام عن السودان                                                                       |
| 1715       | S/RES/1715(2006) | نص الوثيقة على موقع الأمم المتحدة | التوصية بتعيين الأمين العام للأمم المتحدة                                                            |
| 1716       | S/RES/1716(2006) | نص الوثيقة على موقع الأمم المتحدة | الحالة في جورجيا                                                                                     |
| 1717       | S/RES/1717(2006) | نص الوثيقة على موقع الأمم المتحدة | المحكمة الجنائية الدولية لرواندا                                                                     |
| 1718       | S/RES/1718(2006) | نص الوثيقة على موقع الأمم المتحدة | معاهدة عدم انتشار الأسلحة النووية/جمهورية كوريا الشعبية الديمقراطية                                  |
| 1719       | S/RES/1719(2006) | نص الوثيقة على موقع الأمم المتحدة | الحالة في بوروندي                                                                                    |
| 1720       | S/RES/1720(2006) | نص الوثيقة على موقع الأمم المتحدة | الحالة في الصحراء الغربية                                                                            |
| 1721       | S/RES/1721(2006) | نص الوثيقة على موقع الأمم المتحدة | الحالة في كوت ديفوار                                                                                 |
| 1722       | S/RES/1722(2006) | نص الوثيقة على موقع الأمم المتحدة | الحالة البوسنة والهرسك                                                                               |
| 1723       | S/RES/1723(2006) | نص الوثيقة على موقع الأمم المتحدة | الحالة في العراق                                                                                     |
| 1724       | S/RES/1724(2006) | نص الوثيقة على موقع الأمم المتحدة | الحالة في الصومال                                                                                    |
| 1725       | S/RES/1725(2006) | نص الوثيقة على موقع الأمم المتحدة | الحالة في الصومال                                                                                    |
| 1726       | S/RES/1726(2006) | نص الوثيقة على موقع الأمم المتحدة | الحالة في كوت ديفوار                                                                                 |
| 1727       | S/RES/1727(2006) | نص الوثيقة على موقع الأمم المتحدة | الحالة في كوت ديفوار                                                                                 |
| 1728       | S/RES/1728(2006) | نص الوثيقة على موقع الأمم المتحدة | الحالة في قبرص                                                                                       |
| 1729       | S/RES/1729(2006) | نص الوثيقة على موقع الأمم المتحدة | الحالة في الشرق الأوسط                                                                               |
| 1730       | S/RES/1730(2006) | نص الوثيقة على موقع الأمم المتحدة | مسائل عامة تتصل بالجزاءات                                                                            |
| 1731       | S/RES/1731(2006) | نص الوثيقة على موقع الأمم المتحدة | الحالة في ليبيريا                                                                                    |
| 1732       | S/RES/1732(2006) | نص الوثيقة على موقع الأمم المتحدة | مسائل عامة تتصل بالجزاءات                                                                            |
| 1733       | S/RES/1733(2006) | نص الوثيقة على موقع الأمم المتحدة | إشادة بالأمين العام                                                                                  |
| 1734       | S/RES/1734(2006) | نص الوثيقة على موقع الأمم المتحدة | الحالة في سيراليون                                                                                   |
| 1735       | S/RES/1735(2006) | نص الوثيقة على موقع الأمم المتحدة | الإرهاب                                                                                              |
| 1736       | S/RES/1736(2006) | نص الوثيقة على موقع الأمم المتحدة | الحالة في جمهورية الكونغو الديمقراطية وفي بوروندي وفي منطقة البحيرات الكبرى في أفريقيا               |
| 1737       | S/RES/1737(2006) | نص الوثيقة على موقع الأمم المتحدة | معاهدة عدم انتشار الأسلحة النووية                                                                    |
| 1738       | S/RES/1738(2006) | نص الوثيقة على موقع الأمم المتحدة | صون السلم والأمن الدوليين                                                                            |

## المرجع
1. ↑  "قرارات مجلس الأمن". الأمم المتحدة. مؤرشف من الأصل في 2018-10-23. اطلع عليه بتاريخ 22 شباط / فبراير 2017. {{استشهاد ويب}}: تحقق من التاريخ في: |تاريخ الوصول= (مساعدة)